# Manu Chao
Manu Chao (* 21. června 1961 v Paříži) rozený jako Jose-Manuel Thomas Arthur Chao, velmi zřídka také označován jako Oscar Tramor, je francouzský latinsko-folkový zpěvák španělského původu.

## Biografie
Chaova matka pocházela z Baskicka a jeho otec, spisovatel Ramón Chao, z Galicie (Vilalba). Přestěhovali se do Paříže, aby unikli diktátu Francisca Franca, který trval až do jeho smrti v roce 1975. Tak se stalo, že mladý Manu Chao strávil své dětství v okolí Paříže.
Manu Chao se stal velmi známým členem pařížské alternativní scény, a to ve skupinách, jako například Les Hot Pants a Los Carayos. Roku 1987 Chao, jeho bratr Antoine Chao a jejich bratranec Santiago Casariego založili skupinu Mano Negra. Mano Negra zaznamenala úspěch ve Francii s hitovým singlem „Mala Vida“ a poté se vydala na turné po Jižní Americe. Skupina se rozpadla v roce 1995.
Zpívá francouzsky, španělsky, arabsky, galicijsky, portugalsky, anglicky a wolofsky, přičemž je časté, že v jedné písni míchá více jazyků dohromady. Je jeden ze světově nejprodávanějších umělců, i když je poměrně málo známý v anglicky mluvících zemích.
V jeho hudbě lze vycítit vliv mnoha žánrů: rock, francouzský šanson, španělskoamerická salsa, reggae, ska, alžírské raï. Tyto vlivy získal díky imigrantům přicházejícím do Francie, svým vztahům s Iberským poloostrovem a hlavně díky svým cestám do Střední Ameriky, kam se dostal po rozpadu Mano Negra. Mnoho Chaových textů je o lásce, životě v ghettu a imigraci. Často se v nich objevuje také levicové poselství (on sám má například velmi blízko k zapatistickému hnutí).
Společně s Toninem Carotonem vytvořil skladbu La Trampa pro krátce žijící improvizační komedii Drew Carey's Green Screen Show.
Roku 2003 se sblížil s Amadou & Mariam a v roce 2004 vydali album Dimanche à Bamako (Neděle v Bamaku).

## Diskografie
Pro dřívější nahrávky viz Les Hot Pants, Los Carayos a Mano Negra.

### Alba
- Clandestino (Virgin Records – 1998)
- Próxima Estación: Esperanza (Virgin – 2001) (stanice metra v Madridu, v překladu „Další stanice: Naděje“)
- Radio Bemba Sound System (živé album) (Virgin – 2002)
- Sibérie m'était contéee (Virgin – 2004)
- La Radiolina (Because/Nacional – 2007)
- Estación Mexicó (Virgin – 2008)
- Baionarena (živé album) (2009)
- Viva Tu (2024)

### Singly
- Bongo Bong (1999)
- Clandestino (2000)
- Me gustas tú (2001)
- Merry Blues (2001)
- Mr. Bobby (2002)
- Rainin In Paradize (2007)

## SkladbaManu Chao
V roce 2003 měla punk-rocková kapela Les Wampas (založená v roce 1983) svůj první větší úspěch se skladbou nazvanou Manu Chao, jejíž sborový zpěv znamená „Kdybych měl peněženku jako Manu Chao, jel bych na prázdniny alespoň do Konga… kdybych měl bankovní účet jako Louise Attaque, zůstal bych tam alespoň do Velikonoc“.
Didier Wampas prohlásil, že to měla být kritika postojů jistých umělců (Manu Chao, Noir Désir), kteří, ačkoliv se sami představují jako kritičtí k současnému systému, si žijí velmi dobře.